# Lucy Ayoub
Lucy Ayoub (tiếng Ả Rập: لوسي ايوب, tiếng Hebrew: לוסי איוב; sinh ngày 21 tháng 6 năm 1992) là một người dẫn chương trình truyền hình, chương trình phát thanh và nhà thơ người Israel của Tổng công ty Phát thanh Truyền hình Công cộng Israel (Kan). Cô cũng là một trong các MC của Eurovision Song Contest 2019 cùng với Assi Azar, Bar Refaeli và Erez Tal.

## Tiểu sử
Lucy sinh ra ở thành phố Haifa, Israel. Cô là con gái của một người cha là người Ả Rập-Cơ đốc và một người mẹ là người Do Thái Ashkenazi, sau cuộc hôn nhân của họ thì người mẹ đã cải đạo để trở thành một người Cơ đốc giáo giống chồng mình. Lucy có một anh trai và ba chị gái. Bà nội của cô là con gái của một người tị nạn từ Palestine chạy sang Liban trong chiến tranh Ả Rập-Israel năm 1948, người này sau đó để lại bà trong một tu viện ở Israel, và sau đó bà được một phụ nữ người Ả Rập-Cơ đốc giàu có tên là Lucy Khayat nhận làm con nuôi. Trong khi đó ông bà ngoại của cô lại là những người Do Thái may mắn sống sót sau Holocaust: ông ngoại của cô từng ở trong trại tập trung của Đức Quốc xã, trong khi bà ngoại của cô từ România đã sống sót giữa sự giao tranh bên trong các đảng phái khi còn nhỏ. Vậy nên Lucy kỷ niệm cả ngày lễ của Cơ đốc giáo và Do Thái giáo với các thành viên trong gia đình mình, trong khi chính cô lại là một người vô thần, Lucy từng nói rằng "Tôi là một người vô thần và điều đó chẳng có nghĩa lý gì đối với tôi rằng tôi đã được rửa tội (trong nhà thờ)". Cô đã theo học một trường Công giáo thuộc dòng Cát Minh ở quê nhà Haifa. Lucy cũng đã viết rất nhiều những câu chuyện và bài thơ, bằng cả tiếng Ả Rập và tiếng Do Thái.
Lucy nhập ngũ với tư cách là một người lính thuộc Lực lượng Phòng vệ Israel (IDF), cô phục vụ trong vòng 2 năm với vai trò là giáo viên hướng dẫn mô phỏng bay giả lập trong Không quân Israel.
Từ năm 2016, cô theo học ngành triết học, chính trị, kinh tế và luật tại Đại học Tel Aviv.

## Sự nghiệp

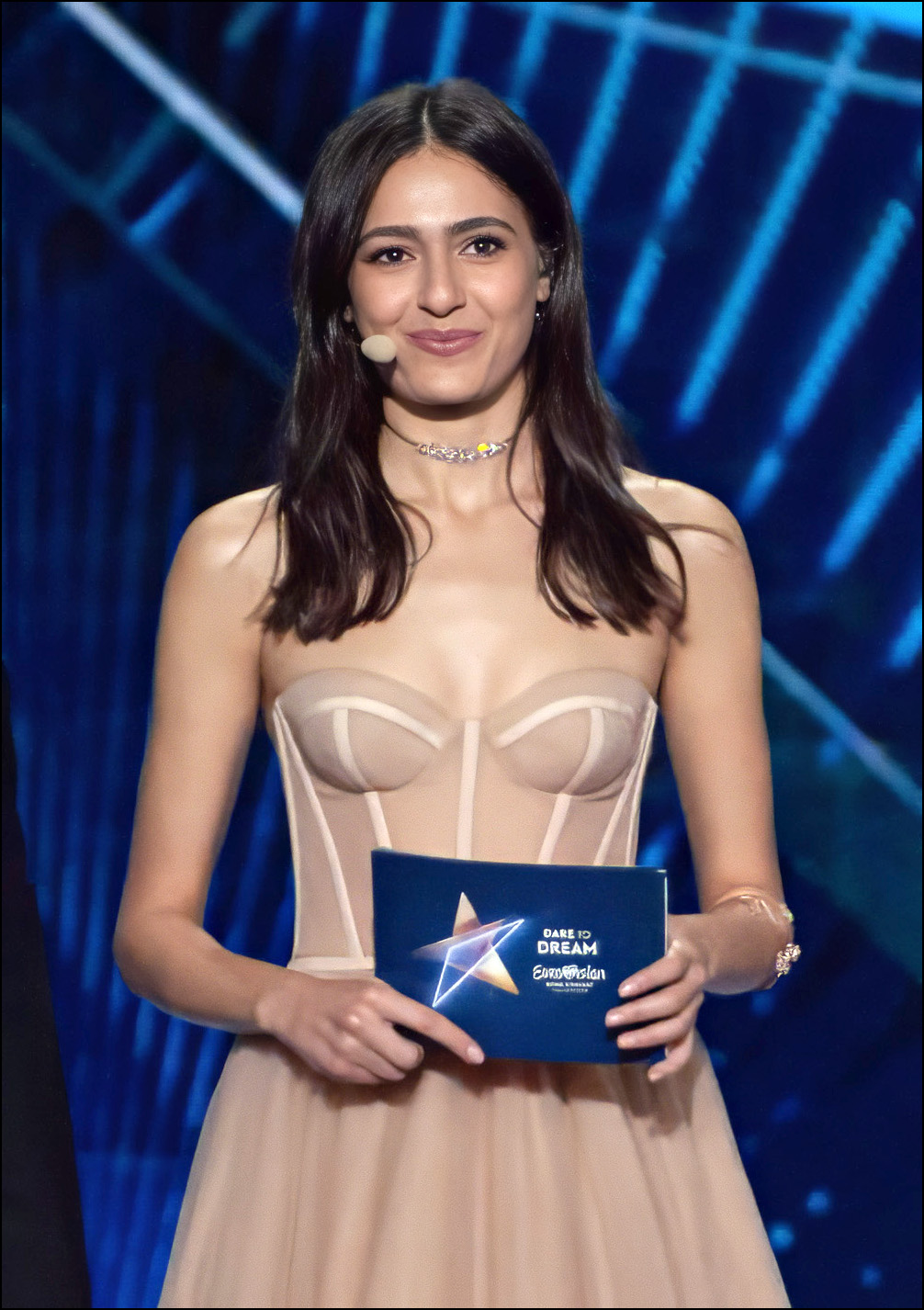
Lucy tại Eurovision 2019 được tổ chức ở Tel Aviv.

Năm 2016, cô trở nên nổi tiếng khi đọc một số đoạn thơ tự sáng tác của mình trong khuôn khổ cuộc thi thơ Slam Israel. Cùng năm đó, cô gia nhập Tổng công ty Phát thanh Truyền hình Công cộng Israel và bắt đầu viết bài cũng như gửi video cho đài. Năm 2017, Lucy bắt đầu dẫn chương trình văn nghệ hàng tuần trên sóng truyền hình. Cùng năm đó, cô trở thành MC của talk show "Câu lạc bộ văn hóa" được phát hàng ngày trên kênh Kan 11.
Lucy là MC đại diện cho Israel tại cuộc thi Eurovision Song Contest 2018, nhưng việc này đã gây ra những phản ứng tiêu cực trên các phương tiện truyền thông do Bộ trưởng Bộ Văn hóa và Thể thao Israel, ông Miri Regev, đã phản đối việc Lucy đã nói chuyện bằng tiếng Ả Rập trong buổi phát sóng trực tiếp của cuộc thi và hoàn toàn không đề cập đến vấn đề Jerusalem, đây được coi là một điều khá nhạy cảm trên sóng một chương trình được biết đến trên toàn châu Âu cũng như thế giới.
Sau đó Lucy được lựa chọn để trở thành MC hậu trường tại cuộc thi Eurovision Song Contest 2019 ở Israel (được tổ chức từ ngày 14 đến 18 tháng 2) cùng với Assi Azar, trong khi Erez Tal và Bar Refaeli là hai MC trên sân khấu chính. Trước đó vào ngày 28 tháng 1, Lucy và Assi đã dẫn chương trình lễ bốc thăm phân nhánh cho vòng bán kết của cuộc thi này tại Bảo tàng Nghệ thuật Tel Aviv.

## Đời tư
Từ năm 2017, Lucy bắt đầu cư trú tại Tel Aviv với bạn trai người Israel gốc Do Thái của mình là Etay Bar.
Lucy có thể nói cả tiếng Ả Rập và tiếng Do Thái. Cô ấy nói về danh tính bản thân của mình trong thơ: "Các bạn có thể sẽ cho rằng tôi sẽ luôn là con gái của một người Ả Rập, và đồng thời, trong mắt người khác, tôi sẽ luôn là con gái của một người Do Thái. Vì vậy, đừng đột ngột nói với tôi rằng tôi không thể là cả hai."